# رونالد کومان
رونالد کومان (به هلندی: Ronald Koeman؛ زادهٔ ۲۱ مارس ۱۹۶۳) بازیکن پیشین و مربی کنونی فوتبال اهل هلند است. وی سرمربی فعلی تیم ملی فوتبال هلند است.
او فرزند مارتین کومان، بازیکن سابق فوتبال هلند است؛ او هم‌چنین برادر کوچکتر اروین کومان سرمربی سابق تیم ملی عمان است. از او به عنوان یکی از بهترین و مؤثرترین مدافعان مرکزی تاریخ فوتبال یاد می‌شود. 
در زمینهٔ ملی، کومان یکی از ستارگان برجستهٔ تیم ملی فوتبال هلند در کنار مارکو فان باستن، رود گولیت، فرانک ریکارد و دنیس برکمپ بود. در دوران حضور در تیم ملی فوتبال هلند، کومان موفق به فتح جام ملت‌های اروپا ۱۹۸۸ و بازی در جام ملت‌های اروپا ۱۹۹۲، جام جهانی ۱۹۹۰ و جام جهانی ۱۹۹۴ شد؛ او در جام جهانی ۱۹۹۴ کاپیتان تیم ملی فوتبال هلند بود.
او در شهر زاندام متولد شد؛ کومان دوران حرفه‌ای بازی خود را با تیم خرونینگن آغاز کرد؛ پس از آن راهی پرافتخارترین باشگاه فوتبال هلند، آژاکس شد؛ او در آژاکس موفق به قهرمانی در لیگ برتر فوتبال هلند فصل ۸۵–۱۹۸۴ شد. پس از آژاکس، او راهی رقیب آژاکس یعنی پی‌اس‌وی آیندهوون شد و موفق به کسب سه عنوان قهرمانی متوالی در لیگ برتر فوتبال هلند (۸۷–۱۹۸۶، ۸۸–۱۹۸۷ و ۸۹–۱۹۸۸) و هم‌چنین قهرمانی در جام باشگاه‌های اروپا ۱۹۸۸ شد. رونالد کومان یکی از پنج بازیکن اروپایی است که موفق شده در یک سال، با تیم باشگاهی سه‌گانه و با تیم ملی قهرمان رقابت‌های ملی شود. در سال ۱۹۸۹، کومان به بارسلونا رفت و تبدیل به عضوی از «تیم رؤیایی» یوهان کرایف شد؛ او به باشگاه کمک کرد چهار فصل پیاپی و در حدفاصل سال‌های ۱۹۹۱ تا ۱۹۹۴، فاتح لا لیگا شود؛ او هم‌چنین گل قهرمانی بارسلونا در فینال جام باشگاه‌های اروپا ۱۹۹۲ مقابل سمپدوریا را به ثمر رساند.
به عنوان مربی، کومان سه عنوان قهرمانی اردیویسه را در کارنامه دارد؛ دو عنوان قهرمانی با آژاکس و یک عنوان قهرمانی با پی‌اس‌وی آیندهوون. او تنها فردی است که هم به‌عنوان بازیکن و هم به عنوان مربی، در هر سه باشگاه بسیار مطرح فوتبال هلند (آژاکس، پی‌اس‌وی آیندهوون و فاینورد) حضور داشته‌است. در خارج از هلند، او هدایت بنفیکا در پرتغال و والنسیا در اسپانیا را بر عهده داشته‌است؛ در این دوران او موفق شد با والنسیا قهرمان کوپا دل ری ۰۸–۲۰۰۷ شود. او هم‌چنین هدایت ساوت‌همپتون و اورتون را در لیگ برتر انگلستان بر عهده داشته‌است. کومان در سال ۲۰۱۸ هدایت تیم ملی فوتبال هلند را بر عهده گرفت؛ او دو سال هدایت این تیم را بر عهده داشت و موفق شد هلند را به فینال لیگ ملت‌های اروپا برساند. او پس یک فصل مربی‌گری در باشگاه بارسلونا مجددا به تیم ملی هلند بازگشت.

## آمار مربیگری
تا تاریخ ۱۹ اوت ۲۰۲۰
| تیم             | از            | تا            | آمار | آمار | آمار  | آمار | آمار   | آمار     | آمار | آمار  |
| تیم             | از            | تا            | بازی | برد  | مساوی | باخت | گل زده | گل خورده | +/-  | برد % |
| --------------- | ------------- | ------------- | ---- | ---- | ----- | ---- | ------ | -------- | ---- | ----- |
| ویتس‌آرنهم       | ۱ ژانویه ۲۰۰۰ | ۲ دسامبر ۲۰۰۱ | ۷۹   | ۴۰   | ۲۳    | ۱۶   | ۱۳۲    | ۷۷       | ۵۵+  | ۰۵۱   |
| آژاکس           | ۳ دسامبر ۲۰۰۱ | ۲۵ فوریه ۲۰۰۵ | ۱۵۱  | ۹۴   | ۳۰    | ۲۷   | ۳۲۰    | ۱۴۷      | ۱۷۳+ | ۰۶۲   |
| بنفیکا          | ۸ ژوئن ۲۰۰۵   | ۸ مه ۲۰۰۶     | ۴۹   | ۲۷   | ۱۱    | ۱۱   | ۶۴     | ۳۸       | ۲۶+  | ۰۵۵   |
| پی‌اس‌وی آیندهوون | ۱ ژوئیه ۲۰۰۶  | ۳۱ اکتبر ۲۰۰۷ | ۶۳   | ۳۹   | ۱۱    | ۱۳   | ۱۲۱    | ۵۱       | ۷۰+  | ۰۶۲   |
| والنسیا         | ۵ نوامبر ۲۰۰۷ | ۲۱ آوریل ۲۰۰۸ | ۳۴   | ۱۱   | ۹     | ۱۴   | ۳۸     | ۴۷       | ۹−   | ۰۳۲   |
| آلکمار          | ۱۸ مه ۲۰۰۹    | ۵ دسامبر ۲۰۰۹ | ۲۴   | ۱۱   | ۴     | ۹    | ۴۴     | ۳۰       | ۱۴+  | ۰۴۶   |
| فاینورد         | ۲۱ ژوئیه ۲۰۱۱ | ۳۱ مه ۲۰۱۴    | ۱۱۴  | ۶۵   | ۲۲    | ۲۷   | ۲۲۹    | ۱۳۳      | ۹۶+  | ۰۵۷   |
| ساوت‌همپتون      | ۱۶ ژوئن ۲۰۱۴  | ۱۴ ژوئن ۲۰۱۶  | ۹۱   | ۴۴   | ۱۷    | ۳۰   | ۱۴۰    | ۹۳       | ۴۷+  | ۰۴۸   |
| اورتون          | ۱۴ ژوئن ۲۰۱۶  | ۲۳ اکتبر ۲۰۱۷ | ۵۸   | ۲۴   | ۱۴    | ۲۰   | ۸۵     | ۷۴       | ۱۱+  | ۰۴۱   |
| هلند            | ۶ فوریه ۲۰۱۸  | ۱۸ اوت ۲۰۲۰   | ۲۰   | ۱۱   | ۵     | ۴    | ۴۳     | ۱۸       | ۲۵+  | ۰۵۵   |
| بارسلونا        | ۱۹ اوت ۲۰۲۰   | ۲۷ اکتبر ۲۰۲۱ | ۶۷   | ۳۹   | ۱۲    | ۱۶   | ۱۳۸    | ۷۵       | ۶۳+  | ۰۵۸   |
| مجموع           | مجموع         | مجموع         | ۶۸۳  | ۳۶۷  | ۱۴۵   | ۱۷۱  | ۱٬۲۱۶  | ۷۰۸      | ۵۰۸+ | ۰۵۴   |

## افتخارات

### بازیکن
آژاکس
- لیگ برتر فوتبال هلند: ۸۵–۱۹۸۴
- جام حذفی فوتبال هلند: ۸۶–۱۹۸۵

پی‌اس‌وی آیندهوون
- لیگ برتر فوتبال هلند: ۸۷–۱۹۸۶، ۸۸–۱۹۸۷، ۸۹–۱۹۸۸
- جام حذفی فوتبال هلند: ۸۸–۱۹۸۷، ۸۹–۱۹۸۸
- جام باشگاه‌های اروپا: ۸۸–۱۹۸۷

بارسلونا
- لا لیگا: ۹۱–۱۹۹۰، ۹۲–۱۹۹۱، ۹۳–۱۹۹۲، ۹۴–۱۹۹۳
- کوپا دل ری: ۹۰–۱۹۸۹
- سوپر جام فوتبال اسپانیا: ۱۹۹۱، ۱۹۹۲، ۱۹۹۴
- جام باشگاه‌های اروپا: ۹۲–۱۹۹۱
- سوپرجام اروپا: ۱۹۹۲

هلند
- جام ملت‌های اروپا: ۱۹۸۸

فردی
- بازیکن سال فوتبال هلند: ۱۹۸۷، ۱۹۸۸
- تیم منتخب جام ملت‌های اروپا: ۱۹۸۸
- آقای گل جام باشگاه‌های اروپا: ۹۴–۱۹۹۳
- نظرسنجی جوبیلی طلایی یوفا: نفر ۲۶

### مربی
آژاکس
- لیگ برتر فوتبال هلند: ۰۲–۲۰۰۱، ۰۴–۲۰۰۳
- جام حذفی فوتبال هلند: ۰۲–۲۰۰۱
- جام یوهان کرایف: ۲۰۰۲

بنفیکا
- سوپر جام فوتبال پرتغال: ۲۰۰۵

پی‌اس‌وی آیندهوون
- لیگ برتر فوتبال هلند: ۰۷–۲۰۰۶

والنسیا
- کوپا دل ری: ۰۸–۲۰۰۷

آزد آلکمار
- جام یوهان کرایف: ۲۰۰۹

هلند
- لیگ ملت‌های اروپا، نایب قهرمان: ۲۰۱۹

بارسلونا 
- کوپا دل ری: ۲۱-۲۰۲۰

فردی
- جایزه رینوس میشل: ۱۲–۲۰۱۱
- مربی ماه لیگ برتر فوتبال انگلستان: سپتامبر ۲۰۱۴، ژانویه ۲۰۱۵، ژانویه ۲۰۱۶